# Obrana Sevastopolja (1911.)
Obrana Sevastopolja (rus. Оборона Севастополя) ruski je crno-bijeli nijemi film redatelja Vasilija Gončarova i Aleksandra Hanžonkova.

## Radnja
Film prikazuje herojsku obranu strateške luke za vrijeme znamenite opsade Sevastopolja na Krimu 1854. i 1855. godine.
Osim igranih scena, film sadrži i prizore okupljanja ruskih, ali i britanskih i francuskih veterana bitke na autentičnim lokacijama. Film je snimljen uz državnu potporu, a svečanu je premijeru imao u Livadiji, dvorcu cara Nikolaja II. Smatra se prvim cjelovečernjim ostvarenjem u povijesti ruske kinematografije.

## Uloge
- Andrej Gromov
- Ivan Mozžuhin
- Arsenij Bibikov

## Vanjske poveznice
- Obrana Sevastopolja na Kino Poisk